# Memecylon orbiculare
Memecylon orbiculare är en tvåhjärtbladig växtart som beskrevs av George Henry Kendrick Thwaites. Memecylon orbiculare ingår i släktet Memecylon och familjen Melastomataceae. IUCN kategoriserar arten globalt som akut hotad. Inga underarter finns listade i Catalogue of Life.